# سیارک ۲۱۵۰۸۹
سیارک ۲۱۵۰۸۹ (به انگلیسی: 215089 Hermanfrid، نامگذاری:2709P-L)۲۱۵۰۸۹مین سیارک کشف شده‌است که در ۲۴ سپتامبر ۱۹۶۰ کشف شد.